# Keiji Takachi
Keiji Takachi (髙地 系治 Takachi Keiji?, nacido el 23 de abril de 1980 en Saitama) es un futbolista japonés que se desempeña como guardameta, defensa y centrocampista/delantero.

## Trayectoria

### Clubes
| Club                 | País  | Año       |
| -------------------- | ----- | --------- |
| Tokyo Verdy          | Japón | 2001      |
| Okinawa Kariyushi FC | Japón | 2001-2002 |
| FC Ryukyu            | Japón | 2003-2004 |
| Sagan Tosu           | Japón | 2005-2009 |
| Yokohama FC          | Japón | 2010-2013 |
| FC Gifu              | Japón | 2014-2016 |
| Tegevajaro Miyazaki  | Japón | 2017      |
| Tochigi Uva FC       | Japón | 2018-     |

## Estadística de carrera

### J. League
| Club        | Año   | J. League | J. League | Copa J. League | Copa J. League | Total | Total |
| Club        | Año   | Part.     | Goles     | Part.          | Goles          | Part. | Goles |
| ----------- | ----- | --------- | --------- | -------------- | -------------- | ----- | ----- |
| Tokyo Verdy | 2001  | 0         | 0         | 0              | 0              | 0     | 0     |
| Sagan Tosu  | 2005  | 29        | 1         | -              | -              | 29    | 1     |
| Sagan Tosu  | 2006  | 38        | 4         | -              | -              | 38    | 4     |
| Sagan Tosu  | 2007  | 44        | 7         | -              | -              | 44    | 7     |
| Sagan Tosu  | 2008  | 36        | 4         | -              | -              | 36    | 4     |
| Sagan Tosu  | 2009  | 41        | 8         | -              | -              | 41    | 8     |
| Yokohama FC | 2010  | 32        | 8         | -              | -              | 32    | 8     |
| Yokohama FC | 2011  | 29        | 4         | -              | -              | 29    | 4     |
| Yokohama FC | 2012  | 34        | 3         | -              | -              | 34    | 3     |
| Yokohama FC | 2013  | 22        | 4         | -              | -              | 22    | 4     |
| FC Gifu     | 2014  | 40        | 7         | -              | -              | 40    | 7     |
| FC Gifu     | 2015  | 41        | 0         | -              | -              | 41    | 0     |
| FC Gifu     | 2016  | 28        | 1         | -              | -              | 28    | 1     |
| Total       | Total | 414       | 51        | 0              | 0              | 414   | 51    |